# Innuendo (песма)
Innuendo је сингл рок групе Квин из 1991. године са истоименог албума. Прва је песма на албуму. Траје шест и по минута, те је једна од најдужих синглова групе Квин, а самим тим и од свих песама које је бенд икад издао.

## Песма
Песма је издата 14. јануара 1991. године. Песма се често назива  Боемском Рапсодијом деведесетих због мешања разних музичких праваца. Албум је назван по самој песми.